# Alchemilla ruwenzoriensis
Alchemilla ruwenzoriensis é uma espécie de rosácea do gênero Alchemilla, pertencente à família Rosaceae.